# ديشتيرورن
ديشتيرورن (بالإنجليزية: Diechterhorn)‏ هو أحد جبال سلسلة جبال الألب أوري ويقع في كانتون برن في سويسرا. يحتل المرتبة رقم 80 في قائمة جبال سويسرا من حيث الارتفاع، إذ يبلغ ارتفاعه حوالي 3389 متر، بينما يبلغ ارتفاع نتوء الجبل 308 متر، هذا وقد سجل أول وصول لقمة الجبل عام 1864.